# Iurivka, Malîn
Iurivka (în ucraineană Юрівка) este un sat în comuna Malînivka din raionul Malîn, regiunea Jîtomîr, Ucraina.

## Demografie
Componența lingvistică a localității Iurivka
     Ucraineană (98,62%)
     Rusă (1,04%)
Conform recensământului din 2001, majoritatea populației localității Iurivka era vorbitoare de ucraineană (98,62%), existând în minoritate și vorbitori de rusă (1,04%).